# ジェオ・ボグザ
ジェオ・ボグザ（欧文表記：Geo Bogza、本名：Gheorghe Bogza、1908年2月6日 – 1993年9月14日）はルーマニアの思想家、随筆家、詩人、ジャーナリスト。社会主義リアリズムや左翼的言動で知られた。
戦間期の若者時代、ルーマニアではシュールリアリズムの旗手として知られた。議論を呼んだ詩によって二度わいせつ罪で勾留されることになるなど、ルーマニア文壇における老若世代間の対立の火種や、アバンギャルドと極右間の対立の真っ只中に置かれた。後にルーマニア文学史において紀行文という
ジャンルを確立しながら、それを社会構造批判に活用するなどの活動を行なった。
ルーマニア社会主義共和国成立後、社会主義リアリズムのスタイルを採用し、政府に協力した影響力のある作家となった。時代を経るにつれ、徐々に政府に対する批評家となり、特にニコラエ・チャウシェスク時代には反体制派として顕著となった。